# Cosimo I de' Medici, Mare Duce de Toscana
Cosimo I de' Medici (n. 12 iunie 1519, Florența, Republica Florentină – d. 21 aprilie 1574, Villa Castello⁠(d), Toscana, Italia) a fost Duce de Florența din 1537 până în 1574, domnind ca primul Mare Duce de Toscana din 1569.

## Biografie

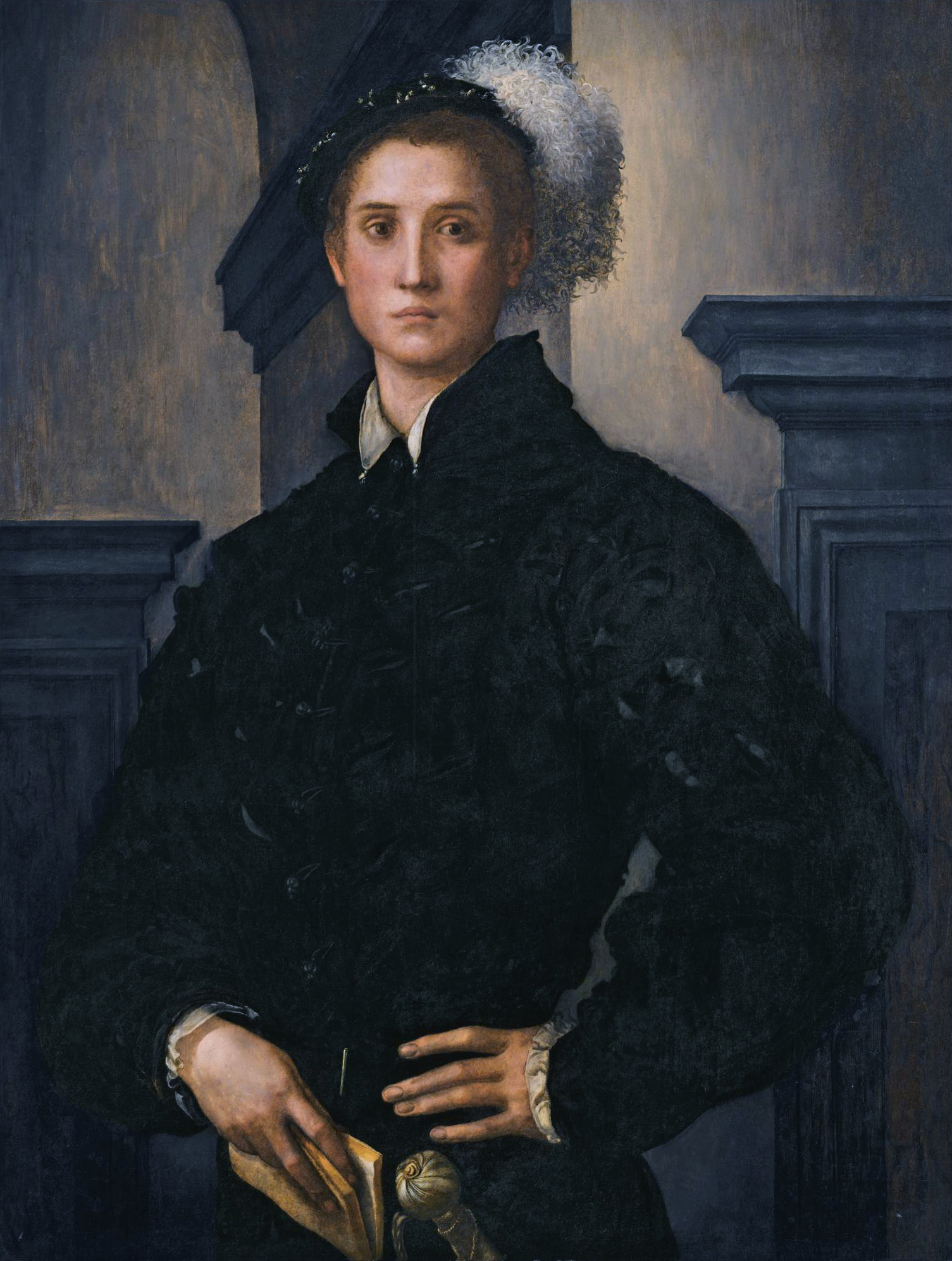
Cosimo I de Medici, c. 19 ani (Jacopo Pontormo, c. 1538)

Cosimo s-a născut la Florența, fiu al faimosului condotier Giovanni dalle Bande Nere și al Mariei Salviati. 
După asasinarea la 6 ianuarie 1537 a Ducelui Alessandro de' Medici, Consiliul Suprem al celor Patruzeci și Opt îl alege pe Cosimo în lipsa unui moștenitor legal al lui Alessandro. Oamenii din Consliul sperau că îl vor manevra foarte ușor pe Cosimo ținând cont de vârsta lui fragedă (optsprezece ani). Însă Cosimo îl înlocuiește pe comandantul oștii lui Alessando cu militari devotați lui: Stefano Colonna principe de Palestrina și Giovanni Medichino marchiz de Marignano.
În trecerea lui prin Neapole ca oaspete al viceregelui Pedro Alvarez de Toledo o cunoaște pe fiica acestuia, Eleonora. Tinerii se căsătoresc în anul 1539. Mireasa este frumoasă, cu păr blond-șaten, ochi albaștri și manifestă un comportament nobil și auster.
Deși inițial, cetățenii Florenței nu o simpatizează pe Eleonora deoarece aparține unei națiuni care-i subjugă, ducesa a știut să se facă iubită prin profunda ei religiozitate, prin acte caritabile, prin grație și prin politețea afișată la ceremoniile oficiale. Eleonora i-a dăruit lui Cosimo patru fii și o fiică.
Deși în aparență domnia lui Cosimo este armonioasă și calmă, regimul de teroare polițienească nu scapă ochiului atent al diplomaților străini. În anul 1557 Cosimo înfrânge rezistența Sienei. Cucerirea Sienei este urmată de trei ani de negocieri, la capătul cărora în 1560 Carol Quintul îl recunoaște pe Cosimo ca duce al Sienei.
În 1562, pe fondul unei epidemii de friguri pernicioase, Cosimo își pierde doi dintre fiii săi, pe Giovanni și Garcia, apoi, după cinci zile, pe soția sa Eleonora. După pierderea ei, Cosimo nu și-a mai regăsit echilibrul.
În 1570 este investit la Roma, în prezența Papei Pius al V-lea în demnitatea de Mare Duce al Toscanei. În pragul vârstei de 50 de ani își descoperă vocația de seducător. Începe o relație cu tânăra Eleonora degli Albizzi și îi transferă fiului său Francesco atribuțiile poltice și administrative, păstrându-și totuși autoritatea supremă. Tânăra Albizzi îi dăruiește un fiu lui Cosimo însă acesta pentru a evita complicațiile cu Francesco o înzestrează și o căsătorește cu unul din oamenii săi de încredere.
Se căsătorește cu Camilla Martelli, fiica unui gentilom sărac. Maiajul cu Camilla este unul nefericit; Camilla este rea, isterică, geloasă și îi grăbește lui Cosimo paralizia de picioare, de mâna dreaptă și de limbă.
La 25 aprilie 1574 Marele Duce moare la vârsta de 55 de ani lăsând Toscana fiului său Francesco.

## Căsătoria și familia
Înainte de prima sa căsătorie, Cosimo a avut un copil nelegitim cu o femeie necunoscută:
- Bia de' Medici (1536 - 1 martie 1542)

Cu Eleonora, Cosimo a avut șapte copii:
- Maria (3 aprilie 1540 – 19 noiembrie 1557), logodită Alfonso di Ercole II d'Este, dar a murit înainte de căsătorie
- Francesco (25 martie 1541 – 19 octombrie 1587), succesorul lui Cosimo ca Mare Duce de Toscana
- Isabella (31 august 1542 – 16 iulie 1576), a fost omorâtă de soțul ei Paolo Giordano I Orsini pentru că a fost infidelă
- Giovanni (28 septembrie 1543 – noiembrie 1562), Arhiepiscopul Pisei și Cardinal
- Lucrezia (7 iunie 1545 – 21 aprilie 1561), în 1560 s-a căsătorit cu Alfonso II d'Este, Duce de Ferrara și Modena
- Pietro (Pedricco) (10 august 1546 – 10 iunie 1547), a murit la un an
- Garzia (5 iulie 1547 – 12 decembrie 1562), a murit de malarie la vârsta de 15 ani
- Antonio (1 iulie 1548 – iulie 1548), a murit la naștere
- Ferdinando (30 iulie 1549 – 17 februarie 1609), succesor lui Francesco's ca Mare Duce de Toscana
- Anna (19 martie 1553 – 6 august 1553), a murit la puțin timp după naștere
- Don Pietro de' Medici (3 iunie 1554 – 25 aprilie 1604), și-a omorât soția, pe Eleonora di Garzia di Toledo pentru că a fost infidelă

După moartea Eleonorei în 1562, Cosimo a avut doi copii nelegitimi cu amanta sa, Eleonora degli Albrizzi:
- O fiică născută în 1566 care a murit la botez
- Giovanni (1567 - 1621), a fost recunoscut mai târziu

În 1570, Cosimo s-a căsătorit cu Camilla Martelli și au avut împreună un copil:
- Virginia (29 mai 1568 - 15 ianuarie 1615), s-a căsătorit cu Cesare d'Este, Duce de Modena